# Lars Ture Bohlin

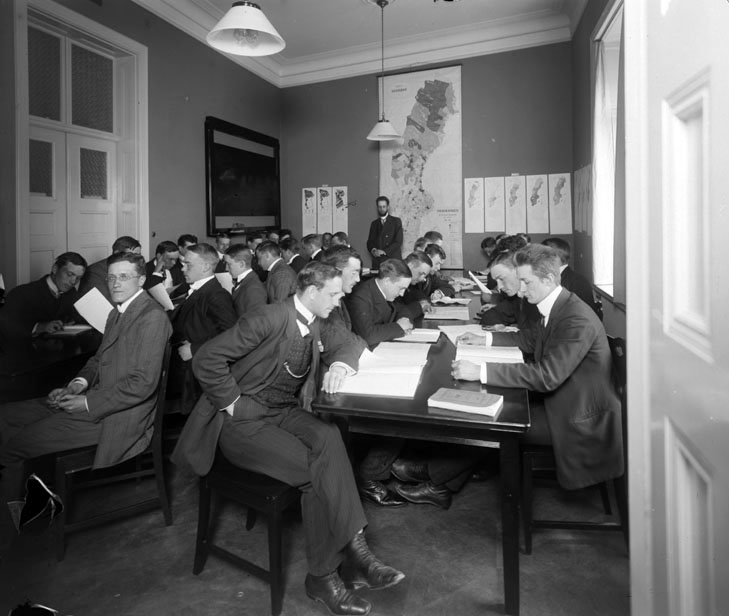
Lars Ture Bohlin under studietiden på Handelshögskolan i Stockholm i Brunkebergs hotell. Bohlin läser en bok vid högra bordet som tredje person från kameran på vänstra sidan av bordet. Eli Heckscher, professor i nationalekonomi, statistik och senare ekonomisk historia, står längst bort vid kartan

Lars Ture Bohlin, född 3 mars 1889 i Stockholm, död 3 januari 1974 i Stockholm, var en svensk Auktoriserad revisor.
Han avlade ekonomisk examen i den första kullen av utexaminerade från Handelshögskolan i Stockholm 1911 och grundade av Bohlins revisionsbyrå och Föreningen Auktoriserade Revisorer.

## Utbildning
Bohlin var en av studenterna i den berömda första kullen som avlade ekonomisk examen vid Handelshögskolan i Stockholm 1911 och erhöll titeln Diplomerad från Handelshögskolan i Stockholm (DHS).

## Karriär

### Tidig karriär
Efter examen började Bohlin praktisera vid Kommerskollegium och anställdes 1913 vid B A Hjort & Co. Efter att ha prövat flera olika positioner lämnade han tjänsten som huvudkamrer vid Bahco för att 1921 ta en befattning som direktörsassistent vid Svenska Maskinverken. Inom ett år gick dock den nya arbetsgivaren i konkurs. Bohlin ombads då av bankerna med fordringar på konkursboet att fungera som utredare och avvecklare.

### Revisionsverksamheten inleds

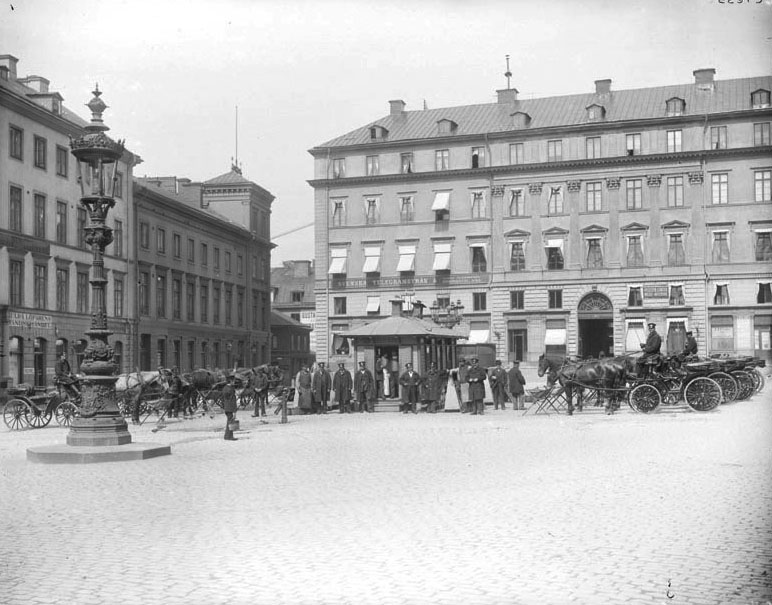
Bohlin studerade och avlade ekonomisk examen vid Handelshögskolan i Stockholm, samt grundade FAR i dess lokaler, då högskolan låg i Brunkebergs hotell på Brunkebergs torg 2 på Norrmalm i Stockholm.

År 1923 startade Bohlin egen verksamhet och fick i snabb följd flera uppdrag som konkursförvaltare. Han valde dock snart att söka sig vidare från konkursutredningsverksamheten och satsade på revision och erhöll titeln Auktoriserad revisor från Kommerskollegium. Samma år fick han även sitt första revisionsuppdrag för Mellansvenska Kvarnarnas Försäljningsaktiebolag.  
Han grundade tillsammans med professor Oskar Sillén och sin kurskamrat Seth Svensson från Handelshögskolan i Stockholm, Föreningen Auktoriserade Revisorer 1923 i Handelshögskolans dåvarande lokaler i Brunkebergs hotell på Brunkebergstorg 2 på Norrmalm i Stockholm.

### Bohlins revisionsbyrå
År 1926 anställde Bohlin ett antal medarbetare och verksamheten kom därefter att utvecklas snabbt. Hans rörelse fördes 1944 över till det nybildade Bohlins revisionsbyrå AB (föregångare till dagens KPMG Bohlins AB). 1948 lämnade Lars Ture Bohlin rollen som VD och övergick till att vara arbetande styrelseordförande fram till 1963, då han 74 år gammal avslutade sin yrkeskarriär. 
Under sin karriär var Bohlin vald revisor i flera framstående bolag, bland annat Investor.
Lars Ture Bohlin är begravd på Norra begravningsplatsen utanför Stockholm.